# ابوالعینین شعیشع
استاد ابوالعینین شعیشع (زاده ۲۲ اوت ۱۹۲۲ – درگذشته ۲۳ ژوئن ۲۰۱۱) از قاریان بنام مصری بود.

## زندگی‌نامه
ابوالعینین شعیشع در سال ۱۳۴۰هـ. ق در «بیلا» از استان «کفرشیخ» متعلق به مصر علیا به دنیا آمد. او مراحل اولیه قرائات را تحت آموزش برادر بزرگش «احمد شعیشع» فرا گرفت و پس از آن در کنار اساتید فن قرائات این علم را تکمیل کرد. او تنها قاری عصر خود است که به روش محمد رفعت تلاوت می‌کند. به همین سبب از مشاهیر عصر خود به‌شمار می‌رود و همواره مشتاقان قرآن کریم از قرائت او بهره می‌گیرند. استاد شعیشع از استادان و نام آوران بزرگ علم قرائت است. وی در تلاوت قرآن صوتی گرم و لحنی دلنشین دارد. آن چنان‌که شنونده را شیفته و مجذوب حلاوت صوت خویش می‌سازد. وی قرآن را در سن هفت سالگی فرا گرفت و قرائت قرآن را در رادیو قاهره برای اولین بار در سن هفده سالگی در ۱۳۶۰ هـ. ق آغاز کرد. او در آن زمان کوچکترین قاری در رادیو بود.

## درگذشت
وی در تاریخ ۲۳ ژوئن ۲۰۱۱، در سن ۸۸ سالگی درگذشت.